# 141P/Machholz
141P/Machholz lub Machholz 2 – kometa krótkookresowa, należąca do rodziny Jowisza oraz obiektów NEO. Kometa ta uległa rozpadowi, w wyniku którego powstały dwa fragmenty oznaczone 141P/Machholz 2-A oraz 141P/Machholz 2-D.

## Odkrycie
Kometę tę odkrył 13 sierpnia 1994 roku Donald Edward Machholz w Colfax w Kalifornii. Kometa nosi nazwę pochodzącą od odkrywcy.

## Rozpad komety
Niedługo po odkryciu jądro uległo rozpadowi w wyniku wybuchu na jego powierzchni, dzieląc się na sześć fragmentów, które oznaczono literami od A do F. Podczas kolejnych powrotów ciała w pobliże Słońca obserwowano tylko dwa największe fragmenty A i D.